# Eria compressa
Eria compressa är en orkidéart som först beskrevs av Carl Ludwig von Blume, och fick sitt nu gällande namn av Carl Ludwig von Blume. Eria compressa ingår i släktet Eria och familjen orkidéer.

## Underarter
Arten delas in i följande underarter:
- E. c. compressa
- E. c. sumatrana